# Estació de Montserrat-Monestir
L'Estació de Montserrat-Monestir es troba al Monestir de Montserrat. Hi arriba el cremallera de Montserrat i l'aeri de Montserrat i els connecta amb els funiculars de la Santa Cova i Sant Joan. L'estació del cremallera es situa a sota de la Plaça de la Creu i la dels funiculars a sobre. L'estació de l'Aeri es troba al camí de la Santa Cova, a uns 5 minuts a peu de la plaça.
El ferrocarril a cremallera arriba a Montserrat el 1892 des de Monistrol i esdevé un transport clau d'accés al Monestir. A la zona superior de l'estació del cremallera es construeixen funiculars per facilitar els desplaçaments interiors per la muntanya esdevenint així un intercanviador. El 1918 s'inaugura l'estació del funicular de la Santa Cova i el 1929 l'estació del funicular de Sant Joan. El 1930 es posa en funcionament un nou transport d'accés al monestir: l'Aeri de Montserrat. L'estació final s'ubica en una cota inferior a la del cremallera i dels funiculars.
La clausura del cremallera el 1957 suposa el tancament de l'estació de tren. El renaixement del cremallera el 2003 suposà la construcció d'una nova estació al mateix emplaçament, quedant la nova instal·lació per sota la Plaça de la Creu, després que aquesta fou ampliada.
| Procedència/Destinació          | <                  | Línia | >          | Procedència/Destinació |
| ------------------------------- | ------------------ | ----- | ---------- | ---------------------- |
| Cremallera de Montserrat de FGC |                    |       |            |                        |
| Monistrol de Montserrat         | Monistrol Vila     |       | terminal   | terminal               |
| Aeri de Montserrat              |                    |       |            |                        |
| Aeri de Montserrat              | Aeri de Montserrat |       | terminal   | terminal               |
| Funiculars de Montserrat de FGC |                    |       |            |                        |
| terminal                        | terminal           |       | Santa Cova | Santa Cova             |
| terminal                        | terminal           |       | Sant Joan  | Sant Joan              |

## Galeria d'imatges

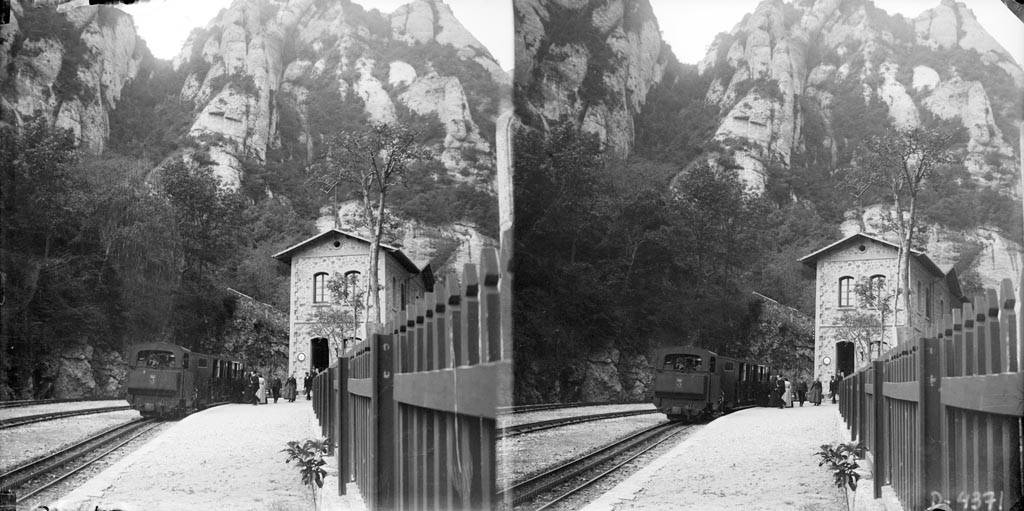
La primera estació del cremallera de 1892
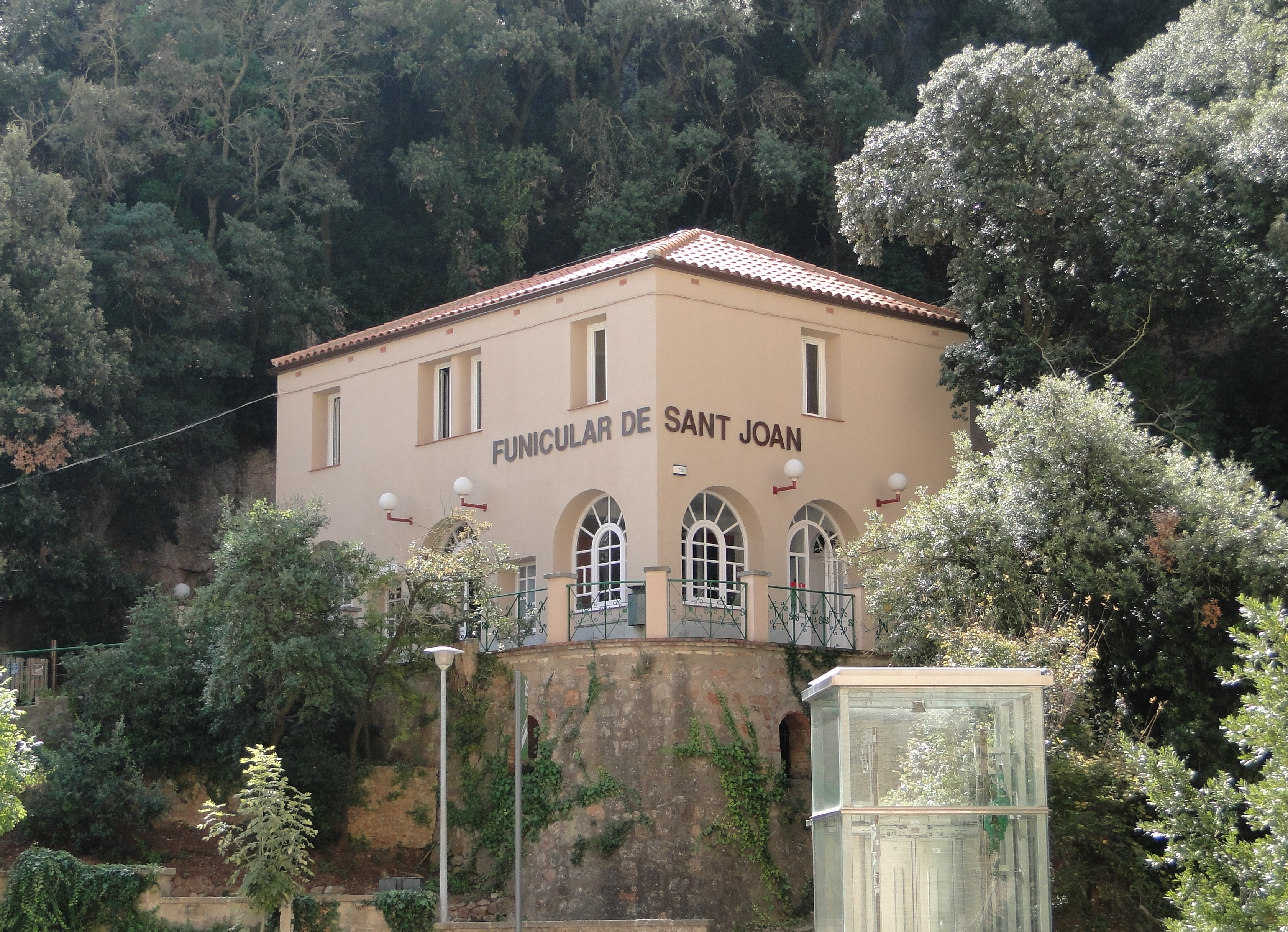
L'estació inferior del funicular de Sant Joan de 1929
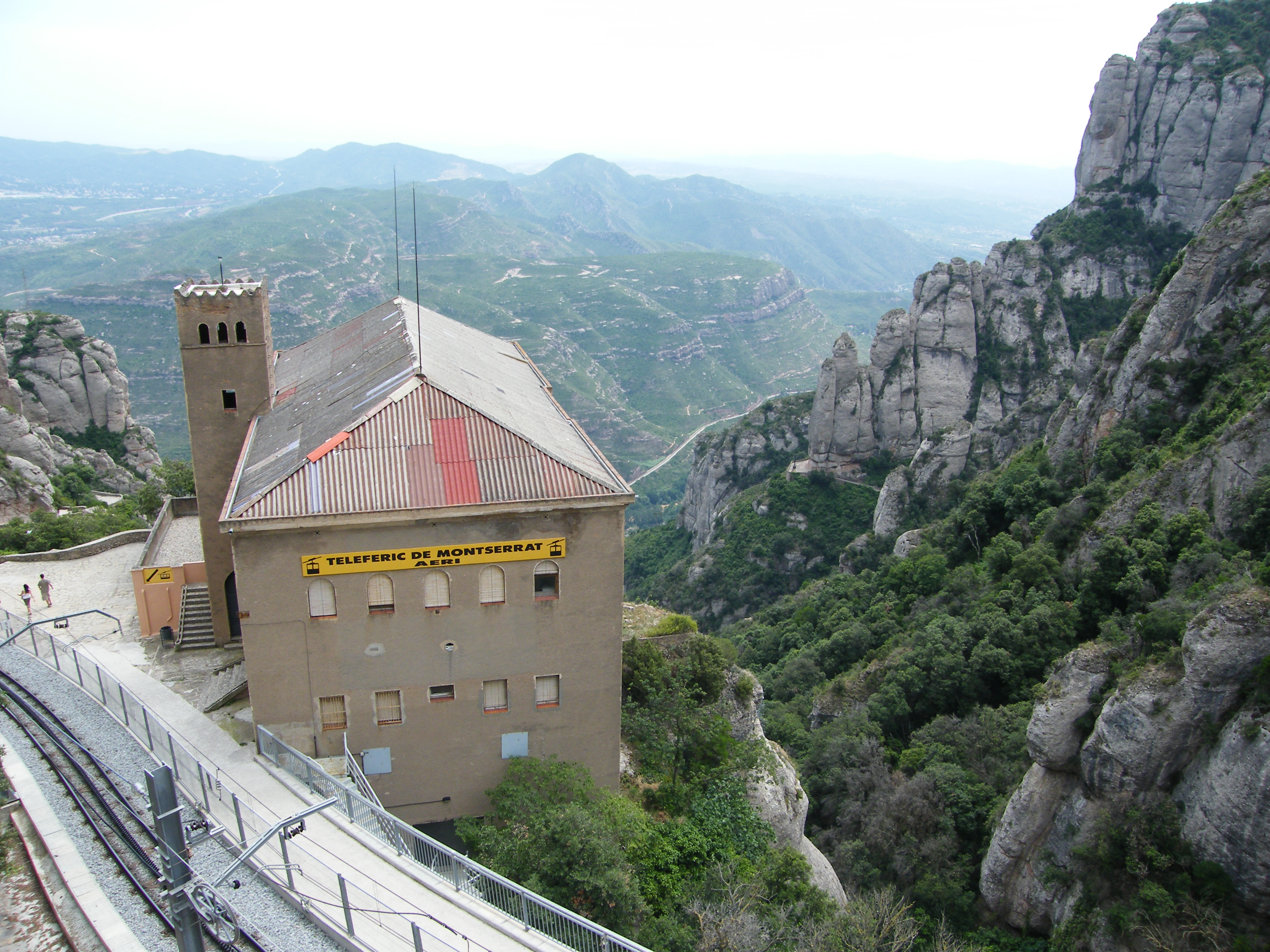
L'estació superior del Aeri de 1930
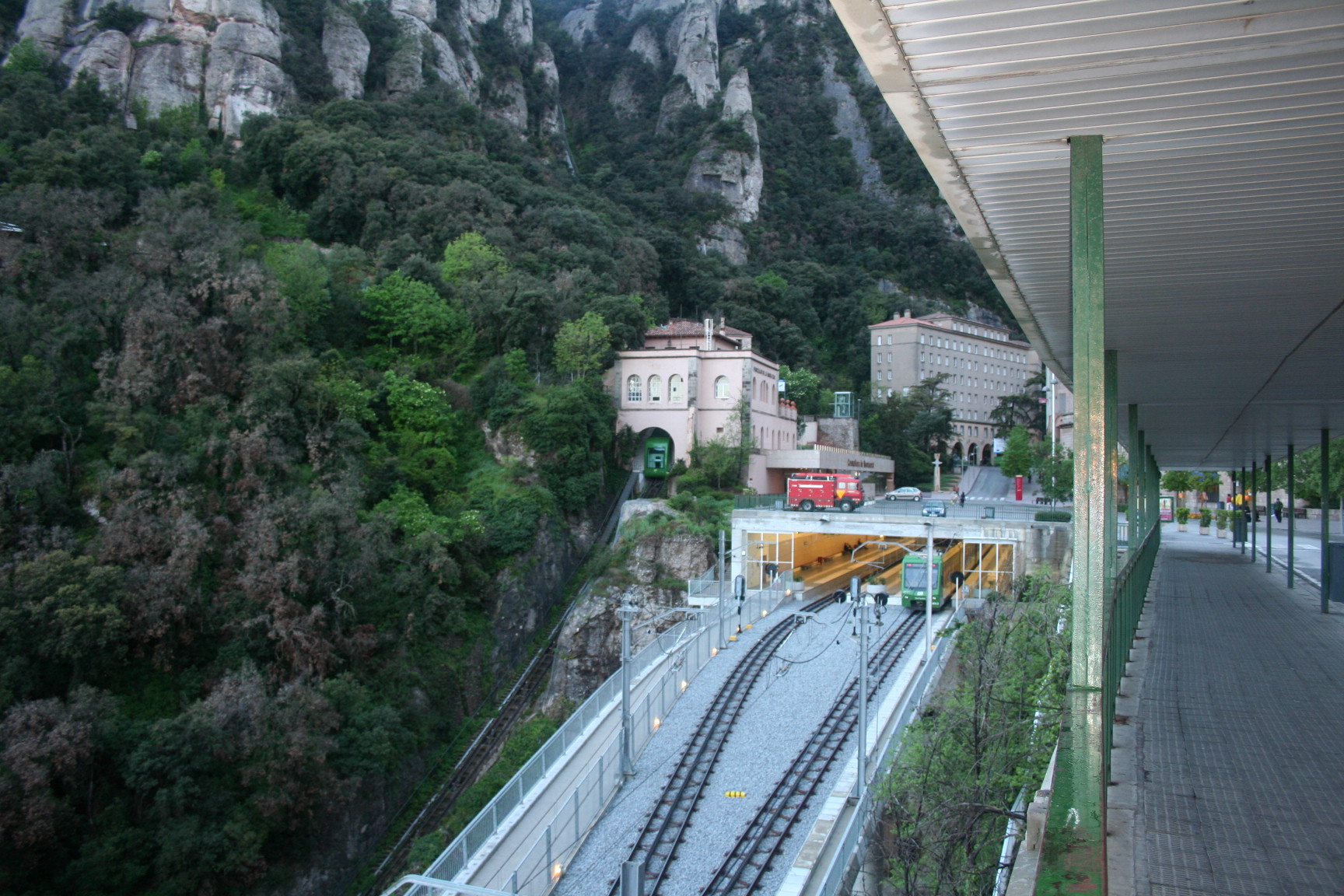
La segona estació del cremallera de 2003